# Tympanocryptis condaminensis
Tympanocryptis cephalus — вид ігуаноподібних ящірок родини агамових (Agamidae). Ендемік Австралії.

## Поширення і екологія
Tympanocryptis cephalus мешкають на сході регіону Дарлінг-Даунс на південному сході Квінсленду. Вони живуть на луках та на полях.

## Збереження
МСОП класифікує цей вид як такий, що перебуває під загрозою зникнення. Tympanocryptis cephalus загрожує знищення природного середовища.